# پرویز حکمت
پرویز حکمت(۱۳۱۵-) وزیر سابق  وزارت آب و برق در کابینه هویدا بود.
جکمت از ۷ اسفند ۱۳۵۵ تا ۱۶ مرداد  ۱۳۵۶ و پایان دوره صدارت هویدا مسئولیت وزارت آب و برق را پس از ایرج وحیدی بر عهده داشت.